# Angelo Jacobini
Angelo Maria Jacobini (Genzano di Roma, 25 de abril de 1825 – Roma, 3 de março de 1886) foi um cardeal italiano da Igreja Católica.

## Biografia
Era filho de Vincenzo Jacobini e Giacinta Parri e foi batizado com o nome de Angelo Maria. Parente do cardeal Luigi Jacobini, sua sobrinha Eugenia casou-se com o Marquês Giovanni Antonio Della Chiesa, irmão do Papa Bento XV. Estudou no Seminário de "Sant'Apollinare" e na Universidade de Roma "La Sapienza". Obteve o doutorado em teologia em 1846. Ele também estudou  direito in utroque iure, tanto em direito canônico quanto civil, na Pontifícia Academia dos Nobres Eclesiásticos, Roma (diplomacia).
Não se tem informações de sua ordenação como padre, foi membro da comissão preparatória do Syllabus, auditor da Sagrada Congregação para o Concílio e assessor da Sagrada Congregação da Visita Apostólica, entre 1867 e 1875 e seu secretário, a partir de 22 de junho de 1875. De 1867 a 1869, trabalhou na comissão preparatória do Concílio Vaticano I como consultor da Comissão de Disciplina Eclesiástica. De 1869 a 1870, foi assistente do subsecretário do conselho. Enviado em missão à Irlanda em 1873, torna-se secretário da Sagrada Congregação de Assuntos Eclesiásticos Extraordinários, a partir de 3 de outubro de 1875. Torna-se assessor da Suprema Congregação da Inquisição Romana e Universal em 15 de março de 1877. Participou das negociações com a Alemanha durante o período do Kulturkampf.
Foi criado cardeal pelo Papa Leão XIII no Consistório de 27 de março de 1882, recebendo o barrete vermelho e o título de cardeal-diácono de Santo Eustáquio em 30 de março do mesmo ano.
Morreu em 3 de março de 1886, em Roma. Velado em sua diaconia, onde ocorreu o funeral e sepultado, temporariamente, no cemitério Campo di Verano, em Roma.